# 约翰·J·巴赛勒三世
John J. Barceló III，(約翰 J. 巴賽勒 三世)。康奈爾大學法學院教授。杜蘭大學學士、碩士。哈佛法學院博士。

## 概要
曾指導中華民國總統蔡英文碩士學位。蔡在演講的時候稱其已過世，後道歉。巴賽勒表示自己對蔡的博士論文沒有貢獻。